# Сибирский революционный комитет
Сибирский революционный комитет (Сибревком) — высший орган центральной власти РСФСР в Сибири в 1919—1925 годах.
Штаб-квартира — Челябинск (1919), Омск (1919—1921), Ново-Николаевск (1921—1925).

## История
Сибревком был создан в соответствии с постановлением ВЦИК от 27 августа 1919 года в составе трёх человек. Причины его создания в постановлении не объяснялись. Благодаря назначению ВЦИК изначально обладал исключительными правами полномочного представителя центральных органов советской власти в сфере гражданского управления. Однако эти права не были юридически оформлены.
Приступил к работе 18 сентября 1919 года в Челябинске. С 23 ноября 1919 года находился в Омске. До конца 1919 года не имел собственного исполнительного аппарата и в своей работе опирался на представительства и уполномоченных наркоматов и других центральных учреждений.
Являлся чрезвычайным высшим органом советской власти в Сибири. Широта его полномочий определила ему роль «Сибирского совнаркома».

Сибирский Рев. Комитет возник как революционный организующий центр в то время когда красная армия перешла Урал и заняла Челябинск.
Омские Колчаковские газеты много потешались над этим учреждением, претендовавшим на замену Колчаковского министерства.
Сибирская белогвардейщина никак не могла допустить, что кто либо кроме неё мог организовать Сибирь и управлять ею…
— Ежедневная газета «Советская Сибирь» № 172 (532) 14 августа 1921 года. Новониколаевск
В феврале-июне 1920 года по инициативе Сибревкома и с санкции Народного комиссариата финансов РСФСР в Сибири были выпущены напечатанные в США облигации 4-го и 5-го разрядов Государственного выигрышного займа 1917 года и купоны от них со специальными надпечатками.
12 октября 1920 года принято Положение Совнаркома «О Сибирском революционном комитете (Сибревкоме)».
В 1921 году постановлением Сибревкома все главные центральные учреждения Сибири и газеты переезжают из Омска в город Ново-Николаевск.
С октября 1920 года Сибревком издавал двухнедельный общественно-экономический журнал «Жизнь Красной Сибири», который. в результате слияния в 1921 году с литературными органами Сибревкома и Сибсовнархоза, был преобразован в ежемесячный журнал «Красная Сибирь», печатавшийся в типографии «Советская Сибирь» в Новониколаевске. Также совместно с Сиббюро ЦК РКП издавал ежедневную газету «Советская Сибирь».
В 1925 году введена новая должность Второй заместитель председателя.
Просуществовал до декабря 1925 года, когда его сменил Сибирский краевой исполнительный комитет Советов рабочих, крестьянских и красноармейских депутатов.  За это время его правовое положение, компетенция, численность членов, персональный состав и организационная структура неоднократно менялись.

## Руководство
Председатели
1919—1921 И. Н. Смирнов
1921—1922 С. Е. Чуцкаев
1922—1925 М. М. Лашевич
Заместители председателя
1920 В. Н. Соколов
1921 С. Е. Чуцкаев
1922 М. М. Лашевич
1922—1924 А. П. Брыков
1924—1925 Р. И. Эйхе
Вторые заместители председателя
1925 А. Н. Позднышев
Управляющие делами
1919—1920 С. Цветаев
1920—1921 Л. А. Данцис
1921—1923 А. А. Копяткевич
1923—1924 Тростников
1924—1925 Тихомиров
1925—1925 А. А. Блумберг
Члены президиума
1919 (2 члена) — В. М. Косарев, М. И. Фрумкин (вместо Фрумкина А. К. Пайкес)
1920 (8 членов) — В. М. Косарев, М. И. Фрумкин (11 мая его заменил П. К. Коганович), С. Т. Ковылкин, А. К. Пайкес, В. Н. Соколов, В. И. Шорин, А. В. Шотман.
1921 (9 членов) — В. М. Косарев
1924 — И. П. Кокосов, Р. И. Эйхе, И. П. Павлуновский, Ю. П. Фигатнер
1925 — И. П. Павлуновский, А. М. Поволоцкий, Ю. П. Фигатнер, А. М. Тамарин
В разное время также членами были: В. И. Вельман, Л. И. Гинзбург, М. И. Калманович, А. И. Кашников, И. И. Кокосов, Г. И. Ломов-Оппоков, А. П. Месяцев, А. Х. Митрофанов, А. М. Певзнер, И. Н. Петин, А. Р. Розит, Д. Н. Шапиро, Я. С. Щербинин, Я. К. Яглом.

## Пресса
Издавался журнал «Жизнь Сибири» (1925—1930), газета «Советская Сибирь».